# Кашавские горы
Каша́вские го́ры (пол. Góry Kaczawskie; нем. Katzbachgebirge) — горный хребет на юго-западе Польши. Являются северными отрогами Судет.
Протяжённость гор составляет около 30 км. Высшая точка — пик Скопец (724 м). Горы сложены известняками, кварцитами, сланцами и вулканическими породами. Распространены куэсты. На склонах произрастают еловые леса. Имеются месторождения железных руд.